# Firouza Velikhanli
Firouza Velikhanli est une joueuse d' échecs azerbaïdjanaise, et grand maître féminin.

## Biographie
Du milieu des années 1980 au début des années 2000, Firouza Velikhanli était l'une des principales joueuses d'échecs en Azerbaïdjan.
En 1986, à Minsk, elle a remporté avec l'équipe féminine de la RSS d'Azerbaïdjan le 1er championnat d'échecs par équipe féminin soviétique.
Au deuxième échiquier, elle a montré un résultat exceptionnel, remportant ses 8 parties.

## Matchs avec l'équipe nationale
Velikhanli a participé deux fois aux finales du championnat d'échecs féminin d'URSS :
- en 1987 à Tbilissi, elle s'est finalement classée 20e;
- en 1989 à Voljski, elle partageait la 8e-10e place avec Marina Cheremetieva et Zoya Schleining.

Firouza Velikhanli a représenté l'Azerbaïdjan lors des Olympiades d'échecs féminines:
- en 1992, au deuxième échiquier de la 30e Olympiade d'échecs (femmes) à Manille (7 victoires, 3 nulles, 4 défaites)
- en 1994, au deuxième échiquier de la 31e Olympiade d'échecs (femmes) à Moscou (6 victoires, 4 nulles, 3 défaites)
- en 2002, premier échiquier aux 35e Olympiades d'échecs (femmes) à Bled (6 victoires, 3 nulles, 5 défaites)
- en 2004, au deuxième échiquier de la 36e Olympiade d'échecs (femmes) à Calvià (5 victoires, 5 nulles, 4 défaites)

Velikhanli a aussi joué pour l'Azerbaïdjan dans le championnat européen d'échecs par équipe:
- En 1992, premier échiquier du 1er Championnat d'Europe d'échecs par équipe (femmes) à Debrecen (3 victoires, 3 nulles, 2 défaites) et remporte des médailles de bronze par équipe et individuelles,
- En 1997, au deuxième échiquier du 2e Championnat d'Europe d'échecs par équipe (femmes) à Pula (4 victoires, 5 nulles, 0 défaite).

## Prix
- 31.01.1991 - Décret honorifique de la RSS d'Azerbaïdjan[4]
- 05.03.1995 - Médaille de Taraggui d'Azerbaïdjan[5]